# Nws.nws.nws
Nws.nws.nws (uitgesproken als ‘nieuws nieuws nieuws’) is het online nieuwsmerk van de VRT dat zich richt op jongeren.
Nws.nws.nws is een (volledig online) nieuwskanaal voor tieners dat nieuws en duiding brengt op maat van 12-18 jarigen op Instagram en TikTok. Sinds 2024 heeft nws.nws.nws ook een eigen website. 

## Ontstaan
Nws.nws.nws bestaat sinds 1 april 2019 en werd opgericht met als doel een nieuwsaanbod op maat van tieners uit het secundair onderwijs te brengen. Nws.nws.nws is de opvolger van Karrewiet, het jeugdjournaal van VRT NWS dat focust op de doelgroep 9-12 jaar.
De redactie van nws.nws.nws maakt deel uit van de JONG-redactie van VRT NWS, de nieuwsdienst van de Vlaamse Radio- en Televisieomroeporganisatie en valt ook onder het redactiestatuut en de deontologische code van VRT NWS. Andere initiatieven van de JONG-redactie zijn de instagrampagina en het tiktokkanaal van VRT NWS en de podcast Snapt Ge Mij Nu waarin Aurélie Boffé in gesprek gaat met jongere twintigers die een andere visie hebben op een actueel topic.

## Presentatoren
Louise Hoedt is het gezicht van nws.nws.nws. Voor economische onderwerpen is Chris Sugira het gezicht van nws.nws.nws. Voor updates over verkiezingen wordt de duiding door Louise Hoedt en Lonne Van Erp gebracht.

## Aanbod
Nws.nws.nws brengt een nieuwsaanbod op maat van tieners, vaak voorzien van extra informatie. Het nieuws wordt aangeboden in zogenaamd shortform formaat, vaak visueel in infographics of videovorm. Het wordt voornamelijk op sociale media verspreid. Het kanaal bericht zowel over de dagelijkse actualiteit, als specifiek nieuws voor jongeren. Daarnaast geven ze ook meer achtergrondinformatie en duiding bij actuele onderwerpen. Terugkerende thema's zijn onder andere verkiezingen en nepnieuws dat gefactcheckt wordt.

## Tienerwoord van het jaar
Naar analogie met de verkiezing van het Woord van het Jaar, een samenwerking van VRT met Van Dale, en de verkiezing van het Kinderwoord van het Jaar door Karrewiet en Ketnet, kiezen de volgers van nws.nws.nws ook elk jaar het Tienerwoord van het Jaar. De volgers van nws.nws.nws kunnen hun favoriete woord insturen. Vervolgens kunnen ze via de website stemmen op hun favoriet uit de shortlist.
De afgelopen jaren werden achtereenvolgens ‘yeet’, ‘simp’, ‘bestie’, ‘smash’ en ‘heftig’ verkozen tot Tienerwoord van het Jaar. In 2023 werd met ‘heftig’ voor het eerst een Nederlandstalig woord verkozen tot Tienerwoord van het Jaar.
Tienerwoord van 2019: yeet
Tienerwoord van 2020: simp
Tienerwoord van 2021: bestie
Tienerwoord van 2022: smash
Tienerwoord van 2023: heftig
Tienerwoord van 2024: noncha

## Awards
Nws.nws.nws kreeg al twee keer een Jamie (Vlaamse online video award) als ‘beste maker van explainers’ (2022 en 2023). In 2024 kwam daar een Business Jamie bij. 